# 루세로
루세로(Lucero, 1969년 8월 29일 ~ )는 멕시코의 가수, 배우, 텔레비전 진행자이다.